# Ваду-Станкій
Ваду-Станкій (рум. Vadu Stanchii) — село у повіті Димбовіца в Румунії. Входить до складу комуни Корбій-Марі.
Село розташоване на відстані 49 км на захід від Бухареста, 44 км на південь від Тирговіште, 134 км на схід від Крайови, 125 км на південь від Брашова.

## Населення
За даними перепису населення 2002 року у селі проживали 565 осіб, з них 564 особи (99,8%) румунів. Рідною мовою 564 особи (99,8%) назвали румунську.